# Mambi
Mambi là loại súng bắn tỉa công phá sử dụng thiết kế bullpup được thiết kế và sản xuất tại Cuba. Tên của loại súng này được đặt theo tên vùng Mambí nơi mà những người theo chủ nghĩa yêu nước đã nổi lên phát động cuộc chiến tranh giành độc lập cho Cuba chống lại đế quốc Tây Ban Nha.

## Thiết kế
Mambi sử dụng cơ chế nạp đạn bằng khí nén cũng như thiết kế bullpup để thu ngắn chiều dài của súng. Tuy nhiên điểm độc đáo của loại súng này là hộp đạn lại nằm phía trên thân súng chứ không phải phía dưới như nhiều loại súng khác, phần phía dưới được gắn một miếng lót vai giúp xạ thủ có thể vừa vác khẩu súng và bắn chứ không cần phải để khẩu súng xuống đất mới bắn chính xác được do trọng lượng và độ giật như các loại súng bắn tỉa công phá khác giúp tăng tính cơ động của súng, súng cũng tích hợp chân chống chữ V để bắn khi đặt xuống vị trí nào đó.
Sử dụng loại đạn 14.5×114mm rất mạnh của Liên Xô. Loại súng này được dùng để công phá các phương tiện cơ giới bọc giáp nhẹ cũng như có thể dùng để chống lại trực thăng vì khả năng bắn từ trên vai của nó mà không phải tìm chỗ cao để đặt súng. Súng có tích hợp một bộ phận chống giật lớn ở đầu nòng để giảm độ giật do những viên đạn vốn rất mạnh gây ra.

## Phát triển và sử dụng
Có rất ít thông tin về việc phát triển và sử dụng loại súng này nhưng nó đã được nhìn thấy được sử dụng bởi các lực lượng của Cuba qua các phương tiện truyền thông và hình ảnh trong cuộc nội chiến Angolan những năm 1980.